# Woschma
Die Woschma (russisch Вожма) ist ein Zufluss des Wygosero in der Republik Karelien und in der Oblast Archangelsk in Nordwestrussland.
Sie bildet den Abfluss des 4,8 km² großen Sees Pelosero, der an der Grenze zwischen der Oblast Archangelsk und 
der Republik Karelien liegt. Sie fließt anfangs ein kurzes Stück in nordnordwestlicher Richtung durch den Rajon Medweschjegorsk und durch die Oblast Archangelsk. 
Später wendet sie sich nach Nordwesten und durchfließt den Rajon Segescha in überwiegend westlicher Richtung.
Sie durchfließt dabei den kleinen See Woschmosero und passiert den gleichnamigen Ort Woschmosero.
Ihr wichtigster Nebenfluss, die Kumbuksa, mündet bei Flusskilometer 21 linksseitig in die Woschma. Schließlich mündet sie südlich von dem Ort Waldai in eine Bucht im äußersten Osten des abflussregulierten Sees Wygosero.  
Die Woschma gehört somit zum Flusssystem des Wyg. 
Sie hat eine Länge von 93 km. Ihr Einzugsgebiet umfasst 1330 km². Der mittlere Abfluss am Pegel Woschmosero, 29 km oberhalb ihrer Mündung, beträgt 6,2 m³/s. 
Ihren maximalen monatlichen Abfluss erreicht die Woschma während des Frühjahrshochwassers im Mai.